# Vitālijs Astafjevs
Vitālijs Astafjevs (Riga, 3 d'abril de 1971) és un exfutbolista letó que jugava de migcampista. Actualment és l'entrenador del club FK Jelgava de la lliga letona de futbol i l'entrenador assistent de la selecció de Letònia.
Durant la seva carrera va guanyar vuit lligues amb l'Skonto Riga. També va jugar en clubs d'Àustria, Anglaterra, i Rússia. Astafjevs té actualment el rècord europeu al jugador que més partits internacionals ha disputat, amb 167 aparicions amb Letònia. Va capitanejar la seva selecció a l'Eurocopa de 2004.

## Palmarès

### Club
Lliga letona (8)
- 1992, 1993, 1994, 1995, 1997, 1998, 1999, 2010

Copa letona (4)
- 1992, 1995, 1997, 1998

### Selecció
Copa Bàltica (3)
- 1993, 1995, 2008

### Individual
Màxim golejador de la Virsliga (1)
- 1995

Futbolista letó de l'any (3)
- 1995, 1996, 2007
- Actual rècord europeu de major nombre de partits internacionals disputats